# Dagmarfeltet
Dagmarfeltet var et producerende oliefelt, i den danske del af Nordsøen.

## Historie
Efterforskningstilladelsen er givet i eneretsbevillingen, feltet blev fundet i 1983 og sat i drift i 1991.

## Placering
Dagmar feltet ligger ca. 245 km V for Esbjerg.

## Opbygning
Der er 2 produktionsbrønde.

## Reservoiret
Reservoiret ligger på en dybde af 1400 m i kalksten og dolomit af Danien-, Sen Kridt- og Zechstein-aldre.

## Data
Indtil nu (2012) er der produceret 1,005 mio. m3 olie og 0,0158 mia. Nm3 gas samt 3,927 mio. m3 vand. Der er ikke injiceret vand eller gas.

## Operatør
Operatør på feltet er Mærsk Olie og Gas A/S. Akkumulerede investeringer 0,52 mia. kr.